# 桜野温泉
桜野温泉（さくらのおんせん）は、かつて北海道二海郡八雲町桜野にあった温泉である。

## 泉質
- ナトリウム - 塩化物泉（中性低張性高温泉）（旧泉質名：弱食塩泉）
  - 源泉温度 55.5℃、pH 7.0（中性）
  - 僅黄色 微濁、カン味及び苦み、無臭[1]

## 温泉地
野田追川上流の山中に、かつて一軒宿の｢熊嶺荘｣があった。男女別の内風呂と男性用の露天風呂を備えていた。源泉掛け流しで浴室床には、温泉析出物によって作られた棚田状の模様が作られている。状況によっては旅館側で男女風呂を入れ替えてくれるので、その時には女性も露天風呂を利用できた。

## 歴史
古くからアイヌには知られており、江差や乙部方面のアイヌが、湯治を兼ねて繊維の原料集めのために集まった場所であったと言われている。昭和初期までは熊嶺温泉と呼ばれていた。徳川義親が熊狩りの途中立寄り、傷ついた熊がこの温泉で治癒したことがあるという話を聞いて、名付けたと言われる。1930年（昭和5年）、横田門四郎が住宅兼用の浴場を設けて一般にも開放していた。この当時は横田温泉と呼ばれていたが、山中で泉温が低かった事もあり、付近の農家が利用する程度の地味な温泉地であった。
1966年（昭和41年）、ボーリングにより高温の温泉が噴出したことから本格的な温泉旅館が建てられ、熊嶺荘もこの年に開業した。
熊嶺荘は、2015年（平成27年）11月30日をもって閉館。

## アクセス
- 道央自動車道落部ICから約13km、車で20分。
- JR函館本線野田生駅からタクシーで15分。